# Pero jamaicensis
Pero jamaicensis là một loài bướm đêm trong họ Geometridae.